# 김현배 (선교사)
김현배(金賢培, Kim Hyun Bae, 1956년 10월 7일 ~ )는 대한민국의 목사이자 선교사 그리고 신학자이다. 총신대학 신학대학원 졸업 후 영국 런던신학교, 웨일즈 복음주의 신학대학교에서 청교도와 부흥에 대해 연구했다. 영국 카디프 한인교회, 서울 동인교회, 함부르크 한인선교교회에서 담임목회 하였으며, 현재 베를린 비전교회를 개척하여 담임하고 있으며, 대한예수교장로회 총회 세계선교회 (GMS) 파송 독일 선교사로 사역하고 있다. 기독교 관련 여러 책들을 집필하고 있으며 유럽의 교회와 선교역사에 전문가로 평가받는다.

## 학력
- 단국대학교 B.E
- 총신대학교 신학대학원 M.Div.Equiv.
- 영국 London Theological Seminary M.Div.
- 영국 The Evangelical Theological College of Wales M.Phil 수학

## 경력
- 현 베를린비전교회 담임목사,
- GMS 독일 선교사,
- 베를린 역사와통일연구소 소장,
- 쥬빌리 유럽대표,
- 평화한국 유럽본부장,
- 기독교통일학회이사

## 저서및 공저들
- “영국부흥의 주역들”(CLC),
- “종교개혁의 불꽃 마틴 루터”(CLC)
- “교회통찰”(세움북스)
- “영적거장들의 기도‘(홀리북클럽)
- 영적거장들의 설교(홀리북클럽)
- 한국교회와 다음세대

## 같이 보기
- 대한민국의 신학자 목록
- 대한민국의 목회자 목록